# Darren Dixon
Darren Dixon (Swindon, 9 agosto 1960) è un pilota motociclistico britannico vincitore di 2 titoli mondiali nei sidecar.

## Carriera
Dopo aver iniziato a competere nei sidecar è passato a competere nelle gare in singolo, riuscendo a ottenere il titolo nel British Superbike Championship del 1988 e debuttare nel motomondiale in occasione del Gran Premio motociclistico di Gran Bretagna 1988 terminato con un ritiro. In questa stagione inoltre chiude decimo, vincendo una gara, nel Campionato Europeo Velocità Classe 500.
Sempre nel 1988 è iscritto con una Suzuki GSX-R750 al GP di Donington del mondiale Superbike (prima gara nella storia di questo campionato) ed anche a quello di Hockenheim, in entrambe le circostanze non riesce a qualificarsi per le gare domenicali. Corre nuovamente nel mondiale Superbike anche nel 1989, partecipando al GP di Ungheria con una Honda RC30 e chiudendo entrambe le gare fuori dai piazzamenti a punti.
Ritornato a gareggiare con le motocarrozzette è in questa specialità che ha ottenuto i migliori risultati, vincendo il titolo europeo nel 1990 e laureandosi due volte campione iridato nel motomondiale 1995 e nel motomondiale 1996, ultimi anni in cui i sidecar hanno gareggiato in concomitanza ai gran premi del motomondiale.

## Risultati in gara

### Campionato mondiale Superbike
| 1988 | Moto   |    |  |  |  |    |  |  |  |  |  |  |  |  |  |  |  |  |  |  |  |  |  | Punti | Pos. |
| ---- | ------ | -- |  |  |  | -- |  |  |  |  |  |  |  |  |  |  |  |  |  |  |  |  |  | ----- | ---- |
| 1988 | Suzuki | NQ |  |  |  | NQ |  |  |  |  |  |  |  |  |  |  |  |  |  |  |  |  |  | 0     |      |

| 1989 | Moto  |  |  |    |    |  |  |  |  |  |  |  |  |  |  |  |  |  |  |  |  |  |  | Punti | Pos. |
| ---- | ----- |  |  | -- | -- |  |  |  |  |  |  |  |  |  |  |  |  |  |  |  |  |  |  | ----- | ---- |
| 1989 | Honda |  |  | 17 | 18 |  |  |  |  |  |  |  |  |  |  |  |  |  |  |  |  |  |  | 0     |      |

| Legenda | 1º posto        | 2º posto            | 3º posto           | A punti      | Senza punti        | Grassetto – Pole position Corsivo – Giro più veloce |
| Legenda | Gara non valida | Non qual./Non part. | Ritirato/Non class | Squalificato | '-' Dato non disp. | Grassetto – Pole position Corsivo – Giro più veloce |

### Motomondiale

#### Classe 500
| 1988 | Classe | Moto   |  |  |  |  |  |  |  |  |  |  |  |     |  |  |  | Punti | Pos. |
| ---- | ------ | ------ |  |  |  |  |  |  |  |  |  |  |  | --- |  |  |  | ----- | ---- |
| 1988 | 500    | Suzuki |  |  |  |  |  |  |  |  |  |  |  | Rit |  |  |  | 0     |      |

| 1993 | Classe | Moto          |  |  |  |  |  |     |  |  |  |  |  |  |  |  |  | Punti | Pos. |
| ---- | ------ | ------------- |  |  |  |  |  | --- |  |  |  |  |  |  |  |  |  | ----- | ---- |
| 1993 | 500    | Harris Yamaha |  |  |  |  |  | Rit |  |  |  |  |  |  |  |  |  | 0     |      |

| Legenda | 1º posto        | 2º posto            | 3º posto            | A punti      | Senza punti        | Grassetto – Pole position Corsivo – Giro più veloce |
| Legenda | Gara non valida | Non qual./Non part. | Ritirato/Non class. | Squalificato | '-' Dato non disp. | Grassetto – Pole position Corsivo – Giro più veloce |

#### Sidecar
| 1991 | Classe  | Moto        |    |    |   |     |   |   |    |   |   |    |   |    |    |   |    | Punti | Pos. |
| ---- | ------- | ----------- | -- | -- | - | --- | - | - | -- | - | - | -- | - | -- | -- | - | -- | ----- | ---- |
| 1991 | sidecar | LCR-Krauser | NE | NE | 3 | Rit | 4 | 8 | 15 | - | 7 | 10 | - | 10 | 10 | - | NE | 64    | 11º  |

| 1992 | Classe  | Moto        |  |  |  |   |  |  |   |   |   |   |   |  |   |  |  | Punti | Pos. |
| ---- | ------- | ----------- |  |  |  | - |  |  | - | - | - | - | - |  | - |  |  | ----- | ---- |
| 1992 | sidecar | LCR-Krauser |  |  |  | - |  |  | 3 | - | 8 | - | 2 |  | 3 |  |  | 42    | 5º   |

| 1995 | Classe  | Moto       |    |    |    |    |   |   |   |   |   |   |    |    |   |  |  | Punti | Pos. |
| ---- | ------- | ---------- | -- | -- | -- | -- | - | - | - | - | - | - | -- | -- | - |  |  | ----- | ---- |
| 1995 | sidecar | Windle-ADM | NE | NE | NE | NE | 1 | 2 | 1 | 2 | 6 | 5 | NE | NE | 2 |  |  | 131   | 1º   |

| 1996 | Classe  | Moto       |    |    |    |    |   |    |   |   |   |   |   |    |   |    |    | Punti | Pos. |
| ---- | ------- | ---------- | -- | -- | -- | -- | - | -- | - | - | - | - | - | -- | - | -- | -- | ----- | ---- |
| 1996 | sidecar | Windle-ADM | NE | NE | NE | NE | 2 | NE | 1 | 1 | 1 | 2 | 4 | NE | 4 | NE | NE | 141   | 1º   |

| Legenda | 1º posto        | 2º posto            | 3º posto            | A punti      | Senza punti        | Grassetto – Pole position Corsivo – Giro più veloce |
| Legenda | Gara non valida | Non qual./Non part. | Ritirato/Non class. | Squalificato | '-' Dato non disp. | Grassetto – Pole position Corsivo – Giro più veloce |

- 1993[6] 10º su LCR-Krauser con 43 punti
- 1994[6] 7º su LCR-Yamaha e LCR-ADM con 78 punti